# Утка (притока Удаю)
У́тка — річка в Україні, у Срібнянському та Прилуцькому районах Чернігівської області. Ліва притока Удаю (басейн Дніпра).

## Опис
Довжина 20 км, похил річки — 2,5 м/км. Площа басейну 92,1 км².

## Розташування
Бере початок на західній стороні від Васьківців. Тече переважно на південний захід через Сокиринці і на північному сході від Переволочної впадає у річку Удай, праву притоку Сули. 
Населені пункти вздовж берегової смуги: Калюжинці, Пручаї, Охиньки. 
Річку перетинають автомобільні дороги Т 2529, Н07.

## Цікаві факти
- Річка тече повз південну частину Сокиринського архітектурно-паркового комплексу і північну частину ботанічного заказника «Галаганове (урочище «Парк Галагана»)».